# Alamdanga
Alamdanga är ett underdistrikt i Bangladesh. Det ligger i den centrala delen av landet, 150 kilometer väster om huvudstaden Dhaka.
Trakten runt Alamdanga består till största delen av jordbruksmark. Runt Alamdanga är det mycket tätbefolkat, med 1 018 invånare per kvadratkilometer.